# (59980) 1999 SG6
(59980) 1999 SG6 est un astéroïde de la ceinture principale.

## Exploration
Il est prévu que le MBR Explorer survole l'astéroïde (59980) 1999 SG6 en août 2033.